# وویچیخ ژوکروفسکی
وویچیخ ژوکروفسکی (لهستانی: Wojciech Żukrowski؛ ‏ ۱۴ آوریل ۱۹۱۶ – ۲۶ اوت ۲۰۰۰) فیلم‌نامه‌نویس، مؤلف، روزنامه‌نگار و منتقد ادبی اهل لهستان بود.
از فیلم‌ها یا مجموعه‌های تلویزیونی که وی در آن‌ها نقش داشته است، می‌توان به لوتنا و سیل اشاره نمود.